# Рейтерн, Роман Романович
Роман Романович (Герман Германович, также Иоган Карлович) фон Рейтерн (нем. Johann Karl Hermann von Reutern; 1819—1884) — генерал-лейтенант Русской императорской армии.

## Биография
Роман Рейтерн родился 26 июня 1819 года происходил из дворян Лифляндской губернии; сын Романа Романовича Рейтерна (Рейнгольд-Гисбрехт-Герман фон Рейтерн; 1786—1841) и Шарлотты-Вильгельмины фон Фишбах (1760—1831). Получив первоначальное образование в доме родителей, был 4 декабря 1836 года определён на службу унтер-офицером в Лейб-Кирасирский Наследника Цесаревича полк (с 1856 года — лейб-гвардии Кирасирский Её Величества полк), где был произведён в корнеты 14 апреля 1840 года. 
Продолжая службу в полку, Роман фон Рейтерн в 1849 году участвовал в походе к пределам Австрийской империи для оказания ей помощи в подавлении вспыхнувшего в Венгрии восстания. 6 декабря 1851 года был произведён в майоры.
Роман Романович Рейтерн не раз удостаивался Высочайших благоволений за смотры, ученья, маневры и парады, происходившие в присутствии императора, был назначен вместе с полком в состав главного резерва Санкт-Петербургского гарнизона, когда, с началом Крымской войны, были приняты оборонительные меры для обеспечения защиты побережья Балтийского моря от неприятеля. 
26 августа 1856 года Роман Романович фон Рейтерн был произведен в подполковники и назначен командиром 5-го резервного эскадрона лейб-гвардии Кирасирского Её Величества полка, а позднее, произведённый в полковники (12 апреля 1859 года), был назначен командиром 1-го лейб-драгунского Московского Его Величества полка, которым командовал следующие десять лет.
С производством за отличие по службе в генерал-майоры (21 марта 1869 года), фон Рейтерн был назначен сперва младшим помощником начальника 5-й кавалерийской дивизии, а затем и старшим (21 апреля 1872 года), причём одновременно с 5 февраля 1871 года состоял исправляющим должность начальника Чугуевского военного полугоспиталя, а позднее и начальником последнего. 
30 августа 1873 года генерал-майор Рейтерн был назначен командиром 1-й бригады 5-й кавалерийской дивизии, а через два года получил в командование 3-ю запасную кавалерийскую бригаду.
30 августа 1881 года Роман Романович фон Рейтерн был произведен в генерал-лейтенанты, а 9 октября 1882 года зачислен в запас армейской кавалерии.
Роман Романович фон Рейтерн умер 14 марта 1884 года. В браке фон Рейтерн не состоял и наследников после себя не оставил.

## Награды
За время службы генерал-лейтенант Рейтерн был удостоен следующих наград:
- орден Святой Анны 3-й степени (1849)
- орден Святого Станислава 2-й степени (1858)
- знак отличия беспорочной службы за XV лет (1859)
- императорская корона к ордену Святого Станислава 2-й степени (1860)
- орден Святой Анны 2-й степени (1862)
- императорская корона к ордену Святой Анны 2-й степени (1864)
- орден Святого Владимира 4-й степени (1866)
- орден Святого Владимира 3-й степени (1869)
- орден Святого Станислава 1-й степени (1871)
- орден Святой Анны 1-й степени (1874)
- орден Святого Владимира 2-й степени (1878)
- орден Короны 2-й степени (Пруссия, 1864)